# Diocesi di Cunavia
La diocesi di Cunavia (in latino: Dioecesis Chunaviensis) è una sede soppressa e sede titolare della Chiesa cattolica.

## Storia
Incerte sono le origini della diocesi di Cunavia, la cui sede è collocabile nell'alta valle del fiume Mat, nel centro-sud dell'Albania.
La diocesi di Cunavia (ecclesia Chonubiesem) è attestata in epoca bizantina nelle Notitiae Episcopatuum del patriarcato di Costantinopoli, dall'inizio del IX secolo fino al XII secolo nella provincia dell'Epirus Novus; nelle Notitiae la diocesi di Χουνάβια è annoverata tra le suffraganee dell'arcidiocesi di Durazzo, assieme alle diocesi di Stefaniaco, Croia e Alessio. Per questa sede non si conosce nessun vescovo greco.
Nel Medioevo, dopo la conquista dell'Albania da parte degli Angioini (Regnum Albaniae), Cunavia divenne una sede di rito latino (nominata Cunaviensis o Canoviensis), confinante con le diocesi di Stefaniaco e di Croia. Il primo vescovo conosciuto è Guglielmo di Montenegro, nominato verso il 1311.
Non è chiaro quale sia stato l'ultimo vescovo residenziale. L'Epiro viene invaso e devastato dai Turchi nella prima metà del XV secolo. Nella bolla di nomina del vescovo Pietro Masio, si dice che papa Innocenzo VIII «providit de persona D. Petri Masii titulari Canoviensis vacanti per obitum D. Johannis Hermani illius ultimi episcopi». È dunque probabile che con questo vescovo, o con il suo predecessore, inizi la serie dei vescovi titolari. Di certo lo sono tutti quelli nominati nel XVI secolo.
Da questo momento la diocesi fu data in amministrazione ai vescovi di Durazzo; lo era ancora nel 1669.
Da una relazione redatta per Propaganda Fide (1641) si evince che la cattedrale, ancora esistente, era dedicata a san Giovanni Battista; che la diocesi, molto vasta, contava sette sacerdoti e circa 700 fedeli, mentre molto maggiore era il numero dei fedeli greco-ortodossi; la diocesi era vacante e la giurisdizione sul suo territorio era esercitata dai vescovi confinanti.
Dal 1933 Cunavia è annoverata tra le sedi vescovili titolari della Chiesa cattolica; dal 25 luglio 2024 il vescovo titolare è Kevin Thomas Kenney, vescovo ausiliare di Saint Paul e Minneapolis.

## Cronotassi

### Vescovi residenti
- Anonimo † (menzionato nel 1250)[5]
- Guglielmo di Montenegro † (prima del 1310[6] - 19 settembre 1318 nominato vescovo di Santa Giusta)
- Bartolomeo, O.P. † (19 settembre 1319 - 23 giugno 1320 nominato vescovo di Segni)
  - Andrea di Croia † (16 luglio 1320 - ?) (amministratore apostolico)
  - Giovanni di Hoyo † (? - 10 luglio 1325 deposto) (intruso)[7]
- Pietro † (? deceduto)
- Francesco di Genova, O.F.M. † (20 dicembre 1372 - ?)
- Benigno, O.F.M. † (menzionato il 4 maggio 1408)
- Martino † (2 giugno 1410 - ?)
- Proculo † (circa 1420 deceduto)
- Progano † (? deceduto)
- Peregrino Biagio † (13 giugno 1432 - ?)
- Guismata † (? deceduto)
- Radino † (28 luglio 1469 - ?)

### Vescovi titolari
- Giovanni Ermanno † (? deceduto)
- Pietro Masio † (9 maggio 1492 - ? deceduto)
- Sebastiano Nascimbeni † (9 maggio 1492 - ?)
- Bernardino † (1512 - ?)
- Dionigi de Regatiis † (23 marzo 1517 - ? deceduto)
- Opicino Gentile † (12 aprile 1518 - ? deceduto)
- Giovanni Maria de Biglionibus † (27 novembre 1528 - ?)
- Gaspare, O.P. † (25 maggio 1529 - ?)
- Giovanni Battista di San Nazzaro † (? deceduto)
- Pietro Francesco de Nobili † (25 giugno 1544 - ?)
- Ippolito de' Rossi † (4 settembre 1560 - 4 settembre 1564 nominato vescovo di Pavia)
- Joseph Brendan Houlihan, S.P.S. † (19 ottobre 1970 - 24 aprile 1971 dimesso)
- André Gustave Bossuyt † (3 agosto 1971 - 30 luglio 1974 deceduto)
- Szilárd Keresztes † (7 gennaio 1975 - 30 giugno 1988 nominato eparca di Hajdúdorog)
- Guy Marie Alexandre Thomazeau (12 novembre 1988 - 14 settembre 1994 nominato vescovo coadiutore di Beauvais)
- Murphy Nicholas Xavier Pakiam (1º aprile 1995 - 24 maggio 2003 nominato arcivescovo di Kuala Lumpur)
- Walter Allison Hurley (7 luglio 2003 - 21 giugno 2005 nominato vescovo di Grand Rapids)
- David Christopher McGough † (25 ottobre 2005 - 26 marzo 2023 deceduto)
- Kevin Thomas Kenney, dal 25 luglio 2024